# Gouvernement
Ein Gouvernement ist ein Gebiet, das von einem Gouverneur als oberstem Beamten verwaltet wird. Der Begriff wird im Deutschen häufig, aber unzureichend mit Provinz, wegen der Aufgaben des Gouverneurs zutreffender auch mit Bezirk übersetzt. Die vom englischen governorate abgeleitete Bezeichnung Governorat ist sprachlich nicht korrekt.

## Deutschland
In Deutschland verwendete man den Begriff Gouvernement:
1. im Krieg: Gouvernement war die Behörde, die dem Oberbefehlshaber einer großen Festung oder der Haupt- und Residenzstadt eines Landes – dem Gouverneur – unterstellt war. Im Mobilmachungsfall wurden besondere Festungsgouvernementsstäbe aufgestellt.
2. im Fall der besetzten Länder schuf man auf dem feindlichen Territorium ein Generalgouvernement. Es war die Behörde, die im Krieg bei fortschreitender Operation zur Verwaltung eines Landstrichs eingesetzt wurde. Beispiele: Generalgouvernement Warschau, im Jahre 1915 im eroberten Kongresspolen geschaffen; Generalgouvernement (zuvor „Restpolen“), 1939 von Hitler auf polnischem Gebiet errichtet.
3. die Gouvernements existierten auch in den sogenannten deutschen Schutzgebieten (deutsche Kolonien z. B. Kiautschou). Die Gouverneure waren gleichzeitig oberste Befehlshaber der militärischen Besatzung und Vorgesetzte aller dort angestellten Militärpersonen und Beamten.

Sowohl in Deutschland wie in Russland stand dem Gouverneur der Titel Exzellenz zu.

## Russland
Die acht russischen Gouvernements von 1708 und die drei Neugründungen aus den Jahren 1713 bis 1719 wurden im Jahre 1929 abgeschafft.
Siehe: Gouvernement (Russland)

## Arabischsprachige Staaten
Die Verwaltungseinheiten in arabischsprachigen Staaten heißen im Deutschen Gouvernement, im Französischen Gouvernorat und im Englischen Governorate. Die arabische Bezeichnung hierfür ist arabisch محافظة muhāfaza, DMG muḥāfaẓa, was oft ungenau mit Provinz übersetzt wird. Dies trifft unter anderem für folgende arabischsprachige Staaten zu:
- Ägypten → Liste der Gouvernements von Ägypten
- Bahrain → Bahrain#Verwaltungsgliederung
- Irak → Liste der Gouvernements des Irak
- Jemen → Liste der Gouvernements des Jemen
- Jordanien → Liste der Gouvernements Jordaniens
- Kuwait → Liste der Gouvernements von Kuwait
- Libanon → Liste der Gouvernements des Libanon
- Palästinensische Autonomiegebiete → Gouvernements der Palästinensischen Autonomiebehörde
- Oman → Liste der Regionen und Distrikte in Oman
- Saudi-Arabien → Liste der Provinzen Saudi-Arabiens
- Syrien → Liste der Gouvernements von Syrien
- Tunesien → Liste der Gouvernements von Tunesien

Alternativ wird in einigen Ländern auch die Bezeichnung wilāya, arabisch ولاية, verwendet, die Bundesstaat oder Verwaltungsbezirk bedeutet. Leiter der Verwaltung ist der Wālī, der im Deutschen üblicherweise als Gouverneur übersetzt wird. Dies trifft auf folgende arabischsprachige Staaten zu:
- Algerien → Wilayat Algeriens
- Oman → Wilayat des Oman